# Porozina
 Ovo je glavno značenje pojma Porozina. Za trajekt pogledajte M/T Porozina.
Porozina je naziv za selo i trajektnu luku na najzapadnijem rtu otoka Cresa. Administrativno, naselje pripada gradu Cresu. 
Danas postoji stara Porozina, izgrađena na brežuljku iznad luke i nova Porozina, vikend naselje izgrađeno u zadnjih 20-ak godina.

## Zemljopisni položaj
Naselje se nalazi u zaljevu na sjeveru otoka. Zaljev je zaštićen od svih vjetrova, pa je to mjesto od pamtivijeka bilo jedino prikladno za pristajanje. 

## Povijest
Na brežuljku iznad pristaništa bio je u doba antike svjetionik, po čemu je lokalitet i dobio ime (Pharum insulae). 
Danas se na tom mjestu nalaze ruševni ostaci franjevačkog samostana Sv. Nikole i gotička crkva iz 15. st. Samostan je pripadao franjevcima glagoljašima trećoredcima, koji su uspjeli sačuvati do 13. stoljeća staroslavenski jezik u crkvenoj upotrebi. Crkva je često bila pljačkana, a skoro i spaljena u 16. stoljeću. Crkva je dobro sačuvana, postoje i glagoljski natpisi, dok su samostanske zgrade napuštene 1843. godine te djelomično porušene. Ostaci zidova pokazuju osobine renesansne arhitekture.
Kraj trajektnog pristaništa postojao je riblji restoran Aragosta kojeg je vodio Krešimir Vještica. Restoran se nalazio u prostorijama nekadašnje vojarne i radio do 2017. godine. Objekt je nakon toga prodan izraelskom investitoru i srušen. U Porozini su tri lijepe plaže na koje se može doći kroz šumski put. U Porozini se priča istarskom čakavštinom. Ovdje dolaze mnogi turisti koji putuju u grad Cres i na otok Mali Lošinj. Na putu do grada Cresa vidi se cijela Istre, točnije 120 km obale istočne Istre. U sjevernom dijelu otoka Cresa nalaze se još sela Filozići, Dragozetići, Predošćica, Ivanje, Važminec, Beli i Vodice.
Šume su bogate samoniklim jestivim biljem. Ima puno divljih ovaca. Od poljskog cvijeća u proljeće raste ljubičica, rumenka, šumarica, kuš, štir, lavanda i mnogo drugog mirisnog bilja.

## Stanovništvo
| broj stanovnika |       |       |       | 10    | 5     | 3     |       |       |       | 2     | 2     | 3     |       |       | 20    | 29    | 28    |
|                 | 1857. | 1869. | 1880. | 1890. | 1900. | 1910. | 1921. | 1931. | 1948. | 1953. | 1961. | 1971. | 1981. | 1991. | 2001. | 2011. | 2021. |

## Vanjske poveznice
- Grad Cres: Naselja na području grada Cresa